# Biskoupky
Biskoupky är en ort i Tjeckien.   Den ligger i regionen Södra Mähren, i den sydöstra delen av landet, 170 km sydost om huvudstaden Prag. Biskoupky ligger 273 meter över havet och antalet invånare är 174.
Terrängen runt Biskoupky är platt åt sydväst, men åt nordost är den kuperad.Runt Biskoupky är det ganska tätbefolkat, med 172 invånare per kvadratkilometer. Närmaste större samhälle är Ivančice, 7,0 km öster om Biskoupky. Trakten runt Biskoupky består till största delen av jordbruksmark.